# 蒙德塞
蒙德塞是奥地利上奥地利州弗克拉布鲁克县的一个市镇。总面积16.62平方公里，总人口3284人，人口密度197.6人/平方公里（2010年）。

## 友好城市
- 法國 圣让当热利